# Banu Ganiya
Los Banu Ganiya (o Banu Ghaniya, denominación proveniente de Ghaniya, emparentada con Yusuf ibn Tašufin y mujer de Alí ibn Yúsuf al-Masufí) fueron una familia y dinastía almorávide de origen bereber-sanhaya que gobernó en las islas Baleares entre 1126 y 1203.

## En las islas Baleares
Fue fundada por Muhammad ibn Ali ibn Ganiya —gobernador de Mallorca e hijo de Alí ibn Yúsuf y Ghaniya— en 1126. Con la caída de los almorávides y el nuevo poder almohade propiciado por la toma de Marrakech en 1147, el imperio almorávide, incluyendo sus territorios en la península ibérica, se desmoronó. Los Banu Ganiya, herederos de los almorávides, constituyeron un último enclave rebelde a los almohades independiente entre 1147 y 1203, que prosperó gracias, principalmente, a la actividad pirata. La dinastía insular dejó de ser independiente cuando cedió temporalmente al poder almohade; Muhammad II tenía previsto someterse al califa de Marrakech, que mandó una flota para someter las islas, pero Alí se opuso y tomaron al comandante almohade cautivo. Alí ibn Ishaq lideró entonces una ofensiva africana y llegó a conquistar la mayor parte del territorio de la actual Túnez. Tras pasar el emirato independiente una revuelta apoyada por los cristianos de Mallorca, y el cambio de líder de Muhammad a su hermano Tasufín, Alí envió una fuerza que impuso a su otro hermano Abd Allah, que fue el último gobernador almorávide independiente de las islas. El emirato insular fue definitivamente absorbido por los almohades con la anexión de las Baleares entre 1187 y 1203 y el nombramiento de un nuevo gobernador por parte del califa Muhammad An-Nasir.

## En el Magreb
La lucha contra los almohades se llevó incluso fuera del ámbito de al-Ándalus; Alí, el cuarto líder de los Banu Ganiya, lanzó un ataque contra el dominio almohade en el norte de África en el Magreb central e Ifriqiya aliándose con diversas tribus árabes y bereberes contrarias a la dominación almohade, y, en 1184, tomó la ciudad de Bujía y posteriormente las ciudades de Argel y Constantina. También se hizo con la mayor parte del territorio de la actual Túnez, donde se puso del lado del Califato Abasí, cuyo califa Al-Mutadir le otorgó de manera oficiosa el título de heredero de los almorávides. Fue sucedido a su muerte en 1188 por otro hermano, Yahya, que continuó la lucha hasta su muerte en 1233-1234. Sin embargo, a pesar de la reconquista de Túnez por Yahya en 1203 con la caída ese mismo año de la rama insular las esperanzas de imponerse al califato almohade se habían desvanecido pues las islas servían como importante fuente de suministros a Ifriqiya. La rama africana de los Banu Ganiya fue en cualquier caso un factor importante en la eventual caída de la parte oriental del imperio almohade.

## Cronología
Emires en las islas Baleares

Familia Banu Ganiya. En verde los gobernadores de Mallorca

- Muhammad ibn Ali ibn Ganiya (1126-1155)
- Ishaq ibn Muhammad (1155-1183)
- Muhammad II (1183-1184, 1185-1187)
- Alí ibn Ishaq (1184-1185) (hermano de Muhammad)
- Muhammad II (1185-1187)
- Tasufín (1187) (hermano de Muhammad)
- Abd Allah (1187-1203)[9] (hermano de Muhammad)

En el Magreb
- Alí ibn Ishaq (Desde 1184 hasta su muerte en 1188 conquistador de buena parte de Ifriqiya y del este de la actual Argelia)[7]
- Yahya ibn Ishaq (1188-1233): Hermano y sucesor de Alí ibn Ishaq, señor de la guerra dominador de buena parte de Ifriqiya hasta su muerte en 1233-1234.[7]